# ملک‌کوی (کاهتا)
ملک‌کوی (به ترکی استانبولی: Mülkköy) یک منطقهٔ مسکونی کردنشین در ترکیه است که در کاهتا واقع شده‌است.